# Cherokee (Kalifornia)
Cherokee – jednostka osadnicza w Stanach Zjednoczonych, w stanie Kalifornia, w hrabstwie Butte.